# Košice II
El distrito de Košice II (en eslovaco Okres Košice II) es una unidad administrativa (okres) de Eslovaquia Oriental, situado en la región de Košice, con 30.841 habitantes (en 2001) y una superficie de 584 km². 
Consta de los siguientes 8 barrios de la ciudad de Košice:
- Lorinčík
- Luník IX
- Myslava
- Pereš
- Poľov
- Sídlisko KVP
- Šaca
- Západ

## Demografía
| Año        | 1994   | 2004    | 2014    | 2024    |
| ---------- | ------ | ------- | ------- | ------- |
| Población  | 82 110 | 79 934  | 82 479  | 77 914  |
| Diferencia |        | −2,65 % | +3,18 % | −5,53 % |

| Año        | 2023   | 2024    |
| ---------- | ------ | ------- |
| Población  | 78 385 | 77 914  |
| Diferencia |        | −0,60 % |